# Емидоцефали
Емидоцефалите (Emydocephalus) са род влечуги от семейство Аспидови (Elapidae).
Таксонът е описан за пръв път от австралийския зоолог Джерард Крефт през 1869 година.

## Видове
- Emydocephalus annulatus – Костенуркоглава морска змия
- Emydocephalus ijimae
- Emydocephalus orarius